# Abdij van Flines
De Abdij van Flines lag in de huidige Franse gemeente Flines-lez-Raches. 
Deze abdij werd in de eerste helft van de 13e eeuw door Margaretha van Constantinopel gesticht. Flines (zoals de gemeente tot 1848 heette) behoorde destijds  tot het graafschap Vlaanderen. Het was de begraafplaats van de stichteres Margaretha en van enkele graven van Vlaanderen uit het huis Dampierre.
Tot de abdij behoorden verschillende boerderijen in Frankrijk: Faumont, Nomain, Coutiches, Cantin en Lambersart en in België: Howardries. Tijdens de Franse Revolutie werd de abdij verwoest en de laatste resten van de abdij zijn in het midden van de 19e eeuw verdwenen.  

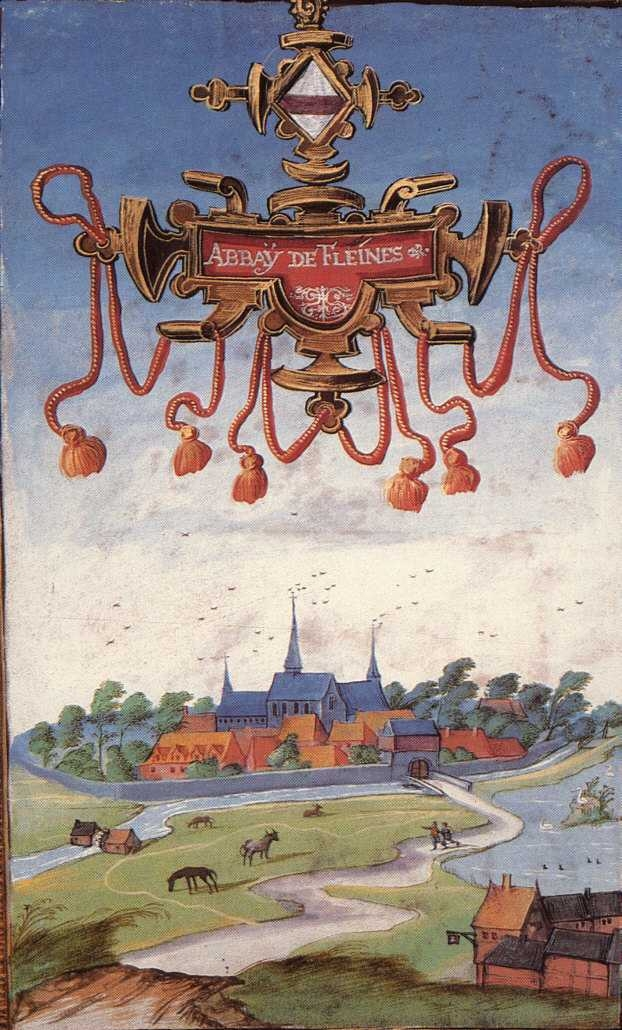
De Abdij van Flines op de Cartulaire van de Hertog van Croÿ (van 1603), zicht vanuit het zuiden

## Begraven in de abdij van Flines
In de abdij van Flines werden onder andere begraven: 
- Willem II van Dampierre (1257) (overgebracht)
- Margaretha II van Vlaanderen (1278)
- Gwijde van Dampierre (1304), zoon van Willem II van Dampierre en Margaretha II van Vlaanderen
- Mathilde van Béthune (1263), 1e echtgenote van Gwijde van Dampierre

## Bekendeabdissen
- Isabella van Brienne
- Maria, een dochter van Margaretha van Constantinopel
- Johanna, een dochter van Jan van Avesnes